# 737
Раннє Середньовіччя. Триває чума Юстиніана. У Східній Римській імперії триває правління Лева III. Більшу частину території Італії займає Лангобардське королівство, деякі області належать Візантії. У Франкському королівстві немає короля при фактичній владі в руках Карла Мартела. В Англії триває період гептархії. Авари та слов'яни утвердилися на Балканах. Центр Аварського каганату лежить у Паннонії. Існують слов'янські держави: Карантанія та Перше Болгарське царство.
Омеядський халіфат займає Аравійський півострів, Сирію, Палестину, Персію, Єгипет, Північну Африку та Піренейський півострів. У Китаї править династія Тан. Індія роздроблена. У Японії триває період Нара. Хазарський каганат підпорядкував собі кочові народи на великій степовій території між Азовським морем та Аралом. Тюркський каганат доживає останні роки.
На території лісостепової України в VIII столітті виділяють пеньківську й корчацьку археологічні культури. У VIII столітті тривало швидке розселення слов'ян. У Північному Причорномор'ї співіснують різні кочові племена, зокрема булгари, хозари, алани, авари, тюрки, кримські готи.

## Події
- Помер король Франкського королівства Теодоріх IV. Мажордом Карл Мартел не призначив йому наступника. Новий король з'явиться лише 743 року.
- Королем Астурії став Фавіла.
- Маври з Септиманії взяли Авіньйон. Карл Мартел із братом Гільдебрандом відбили місто, потім Нім, Безьє, підступили до стін Нарбонна, але не змогли його взяти й відступили в Аквітанію з великою здобиччю.
- Дани почали будувати Даневірке — лінію укріплень на Ютландському півострові.
- На арабський Єгипет з півдня пішли походом християни, щоб надати підтримку александрійському патріарху.
- Виникла держава Наньчжао на території сучасної китайської провінції Юньнань.
- Епідемія віспи в Японії закінчилася.
- У Трансоксанії проходили бої між арабами й тюргешами.